# Любушкин, Илья Николаевич
Илья́ Никола́евич Лю́бушкин (6 апреля 1994, Москва) — российский хоккеист, защитник клуба НХЛ «Даллас Старз».

## Биография
Воспитанник московской хоккейной школы «Созвездие». В мае 2011 года был избран на драфте новокузнецким «Металлургом» и вскоре дебютировал в МХЛ за фарм-клуб «Кузнецкие медведи». Уже вскоре[уточнить] переехал в Ярославль, где стал игроком клуба «Локо». В сезоне 2013/14 дебютировал в КХЛ в игре против московского «Динамо».
24 мая 2018 года подписал однолетний контракт с клубом НХЛ «Аризона Койотис». По ходу сезона 2021/22 был обменян в «Торонто Мейпл Лифс». 18 августа 2023 года в обмен на четвертый пик драфта 2025 отправлен в «Анахайм Дакс».
29 февраля 2024 года в результате трёхстороннего обмена между «Анахайм Дакс», «Каролина Харрикеинз» и «Торонто Мейпл Лифс» перешёл в «Торонто».
1 июля в качестве свободного агента подписал трёхлетний контракт с «Даллас Старз» на сумму $9,75 млн.
Бронзовый призер чемпионата мира среди молодёжных команд 2014. С 2014 года игрок сборной России, двукратный участник матчей Еврочелленджа и Еврохоккейтура.

## Статистика
| Легенда | Легенда                    | Легенда | Легенда                   | Легенда | Легенда    |
| ------- | -------------------------- | ------- | ------------------------- | ------- | ---------- |
| И       | Количество проведённых игр | Штр     | Штрафное время            | +/−     | Плюс-минус |
| Г       | Голы                       | П       | Голевые передачи          | О       | Очки       |
| -       | Статистика неизвестна      | —       | Статистика не учитывалась |         |            |